# Moc osiągalna elektrowni
Moc osiągalna elektrowni – maksymalna trwała moc, z jaką elektrownia może pracować przy dobrym stanie urządzeń i w normalnych warunkach. Moc osiągalna jest wielkością niezmienną dla danych zestawów urządzeń.
Używa się dwóch pojęć mocy osiągalnej:

Moc osiągalna brutto elektrowni jest to moc zmierzona na zaciskach generatorów (włącznie z mocą na potrzeby własne elektrowni).

Moc osiągalna netto elektrowni jest to moc zmierzona w fizycznych punktach dostawy (uzgodnione między dostawcami i odbiorcami punkty fizyczne, w których następuje odbiór energii). W porównaniu do mocy osiągalnej brutto moc osiągalna netto jest mniejsza o moc potrzeb własnych elektrowni.